# Bañeros 3: todopoderosos
Bañeros 3: Todopoderosos es una película argentina cómica estrenada el 6 de julio de 2006 dirigida por Rodolfo Ledo y protagonizada por Emilio Disi, Pablo Granados, Pachu Peña, Freddy Villarreal y Gino Renni. Con las participaciones antagónicas de Pamela David y Christian Sancho. Es la secuela de Los bañeros más locos del mundo (1987) y Bañeros II, la playa loca (1989). Esta película buscó además unir las sagas de Brigada Z y Los bañeros más locos del mundo.

## Sinopsis
Tres fleteros (Pablo, Pachu y Freddy) reciben superpoderes y se transforman en unos super-bañeros karatekas que tendrán que salvar un balneario de Mar del Plata dominado por un grupo de delincuentes chinos y japoneses provenientes de Hong Kong. Estos malhechores poseen cerca de la playa un barco repleto de perros maltratados y enfermos, los cuales ocultan un peligroso virus que tiene la capacidad de dominar la mente humana.

## Reparto
- Emilio Disi como Emilio.
- Pablo Granados como Pablo.
- Pachu Peña como Pachu.
- Freddy Villarreal como Fredy.
- Gino Renni como Gino Foderone.
- Pamela David como Susy Wong.
- Christian Sancho como Mr. Shit.
- Luciana Salazar como Luciana "Lechona" (Delgada).
- Jorge Montejo como Paolo "El Rockero".
- Yayo Guridi como Él mismo.
- Guillermo Francella como Guillermo (Cameo: como exmiembro de Brigada Z y Los Bañeros).
- Alberto Fernández de Rosa como Alberto "Paco" Rosales (Cameo: como exmiembro de Brigada Z y Los Bañeros).
- Silvia Yori como Luciana "Lechona" (Gorda).
- Sabrina Ravelli como Valeria.
- Fernanda Vives como Julieta.